# Germán Gullón
Germán Gullón (Santander, 21 mei 1945 – Amsterdam, 28 juni 2025) was een Spaanse letterkundige en schrijver.
Hij was hoogleraar Spaanse letterkunde en lid van de Amsterdam School for Cultural Analysis (ASCA) aan de Universiteit van Amsterdam.
Hij is niet alleen de schrijver van twee verhalenbundels, Helena de Troya en Azulete, twee romans, Querida hija en La codicia de Guillermo de Orange maar heeft ook literatuurwetenschappelijke studies over moderne Spaanse letterkunde geschreven en was literair criticus.
Gullón overleed op 28 juni op 80-jarige leeftijd.

## Werken